# Білокриницька сільська рада (Кременецький район)
Білокрини́цька сільська́ ра́да — адміністративно-територіальна одиниця та орган місцевого самоврядування у Кременецькому районі Тернопільської області. Адміністративний центр — село Білокриниця.

## Загальні відомості
- Територія ради: 50,05 км²
- Населення ради: 3 119 осіб (станом на 2001 рік)

## Населені пункти
Сільській раді були підпорядковані населені пункти:
- с. Білокриниця
- с. Андруга
- с. Веселівка
- с. Лішня

## Склад ради
Рада складалася з 20 депутатів та голови.
- Голова ради: Попілевич Петро Іванович
- Секретар ради: Шевчук Оксана Олексіївна

### Керівний склад попередніх скликань
| Прізвище, ім'я, по батькові | Основні відомості                                                 | Дата обрання | Дата звільнення |
| --------------------------- | ----------------------------------------------------------------- | ------------ | --------------- |
| Попілевич Петро Іванович    | Сільський голова, 1948 року народження, освіта вища, безпартійний | 26.03.2006   | 31.10.2010      |
| Попілевич Петро Іванович    | Сільський голова, 1948 року народження, освіта вища, безпартійний | 31.10.2010   |                 |

Примітка: таблиця складена за даними сайту Верховної Ради України

### Депутати
За результатами місцевих виборів 2010 року депутатами ради стали:

#### За суб'єктами висування
| Суб'єкт висування | Кількість обраних депутатів | %   |
| ----------------- | --------------------------- | --- |
| Самовисування     | 20                          | 100 |

#### За округами
| № округу | Прізвище, ім'я, по батькові       | Дата визнання обраним | Освіта             | Партійна приналежність                        | Відомості про обраного депутата                    |
| -------- | --------------------------------- | --------------------- | ------------------ | --------------------------------------------- | -------------------------------------------------- |
| 1        | Ковальчук Семен Тітович           | 02.11.2010            | середня спеціальна | позапартійний                                 | Кременецький цукр.з-д, нач. охорони                |
| 2        | Росіцька Любов Володимирівна      | 02.11.2010            | вища               | член Всеукраїнського об'єднання «Батьківщина» | Кременецький лісоколедж, викладач                  |
| 3        | Ляховець Микола Володимирович     | 02.11.2010            | вища               | позапартійний                                 | Кременецький лісоколедж, викладач                  |
| 4        | Троян Леонід Сергійович           | 02.11.2010            | середня спеціальна | позапартійний                                 | Львівтрансгаз, слюсар                              |
| 5        | Войтюк Володимир Данилович        | 02.11.2010            | середня спеціальна | позапартійний                                 | Кременецький лісоколедж, заст..директора           |
| 6        | Божук Василь Ярославович          | 02.11.2010            | незакінчена вища   | позапартійний                                 | тимчасово не працює                                |
| 7        | Тимощук Антоніна Миколаївна       | 02.11.2010            | середня спеціальна | позапартійна                                  | пенсіонер                                          |
| 8        | Демчук Світлана Михайлівна        | 02.11.2010            | середня спеціальна | позапартійна                                  | ТДВ «Кременецьке Молоко», майстер                  |
| 9        | Виштикалюк Світлана Олександрівна | 02.11.2010            | середня спеціальна | позапартійна                                  | ТДВ «Кременецьке Молоко», бухгалтер                |
| 10       | Колесник Петро Іванович           | 02.11.2010            | вища               | позапартійний                                 | підприємець                                        |
| 11       | Шевчук Оксана Олексіївна          | 02.11.2010            | вища               | позапартійна                                  | Білокриницька с/рада, секретар                     |
| 12       | Юр'єва Лідія Феодосіївна          | 02.11.2010            | вища               | позапартійна                                  | Білокриниця, бібліотекар                           |
| 13       | Слобода Наталія Костянтинівна     | 02.11.2010            | середня спеціальна | позапартійна                                  | Білокриниця амбулаторія, фельдшер                  |
| 14       | Іщук Олександр Іванович           | 02.11.2010            | середня спеціальна | позапартійний                                 | М.Андруга фельдшерсько-акушерський пункт, фельдшер |
| 15       | Бордійчук Віра Борисівна          | 02.11.2010            | середня            | позапартійна                                  | ТДВ «Кременецьке Молоко», зливник молока           |
| 16       | Демчук Людмила Миронівна          | 02.11.2010            | середня            | позапартійна                                  | С.Веселівка, зав.клубом                            |
| 17       | Бордійчук Алла Леонідівна         | 02.11.2010            | середня спеціальна | позапартійна                                  | Білокриницька с/рада, касир                        |
| 18       | Ошеко Олег Петрович               | 02.11.2010            | середня            | позапартійний                                 | ТДВ «Кременецьке Молоко», зливник молока           |
| 19       | Чугалінська Інна Олександрівна    | 02.11.2010            | середня спеціальна | позапартійна                                  | С.Лішня фельдшерсько-акушерський пункт, медсестра  |
| 20       | Петрук Микола Ростиславович       | 02.11.2010            | середня            | позапартійний                                 | підприємець                                        |